# Frank Morgan (acteur)

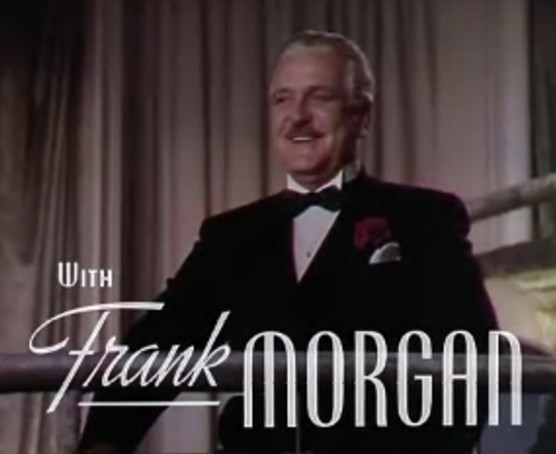
Frank Morgan

Frank Morgan, geboren als Francis Phillip Wuppermann (New York, 1 juni 1890 – Beverly Hills, 18 september 1949) was een Amerikaans acteur.
Morgan studeerde op de Cornell-universiteit en ging vervolgens acteren op Broadway. Vanaf 1916 was hij ook in films te zien, maar werd pas veel later beroemd.
In 1934 werd hij genomineerd voor een Academy Award voor beste acteur, voor zijn rol in de film The Affairs of Cellini. Zijn doorbraak kwam in 1939, toen hij in de film The Wizard of Oz te zien was. Hierdoor werd hij zo populair, dat hij een levenslang contract bij MGM kreeg.
Morgan stierf in 1949, tijdens de opnames van de film Annie Get Your Gun. Hij stierf in Beverly Hills aan een hartaanval.

## Filmografie (selectie)
- 1933: Bombshell
- 1934: The Cat and the Fiddle
- 1935: Naughty Marietta
- 1935: I Live My Life
- 1936: The Great Ziegfeld
- 1936: Dimples
- 1937: The Last of Mrs. Cheyney
- 1937: Saratoga
- 1938: Paradise for Three
- 1938: Sweethearts
- 1939: The Wizard of Oz
- 1940: The Shop Around the Corner
- 1940: Broadway Melody of 1940
- 1940: The Mortal Storm
- 1940: Boom Town
- 1941: Honky Tonk
- 1942: Tortilla Flat
- 1943: The Human Comedy
- 1945: Yolanda and the Thief
- 1946: Courage of Lassie
- 1947: Green Dolphin Street
- 1948: The Three Musketeers
- 1949: Any Number Can Play
- 1950: Key to the City

- Bibsys: 98020169
- Biblioteca Nacional de España: XX4580782
- Bibliothèque nationale de France: cb14033952s (data)
- Catàleg d'autoritats de noms i títols de Catalunya: 981058525846906706
- Gemeinsame Normdatei: 135498988
- International Standard Name Identifier: 0000 0003 6861 1679
- Library of Congress Control Number: n85376787
- MusicBrainz: 5057db5d-afe9-4fc9-b0c2-60c6c90292f2
- Nationale Bibliotheek van Tsjechië: xx0186401
- Nationale bibliotheek van Australië: 36023477
- Nationale Bibliotheek van Israël: 987007450334405171
- SNAC: w6f19s3g
- Système universitaire de documentation: 067132928
- Trove: 1190569
- Virtual International Authority File: 66665791
- WorldCat: E39PBJcRb7YVVBYBmWXdwgtxjC